# Sarah Blake
Sarah Blake (Terre Haute, Indiana; 21 de agosto de 1980) es una actriz pornográfica estadounidense.

## Biografía
Sarah Blake, nombre artístico de Sarah Garlits, nació en el estado estadounidense de Indiana. En su adolescencia, trabajó como auxiliar de enfermería en una residencia de ancianos. Fue a la universidad, especializándose en Informática. En 2003 planeó un viaje de vacaciones a Los Ángeles (California), donde descubrió involuntariamente la meca de la industria pornográfica. Acabó entrando en la misma ese año, a los 23 años de edad.
Comenzó en la industria como modelo webcam, para más tarde rodar sus primeras escenas de sexo. Además de esta faceta, también ha actuado en publicaciones softcore en revistas y en televisión, para canales como HBO, Playboy TV o Showtime.
Desde sus comienzos, ha especializado sus actuaciones en trabajos de temática lésbica y fetichista, trabajando para productoras como Girlfriends Films, Evil Angel, Vivid, Hustler Video, Devil's Film, Penthouse o Adam & Eve.	
En 2005 recibió su primera nominación en los Premios AVN en la categoría de Mejor escena de masturbación por la película Screaming Orgasms 13. Al año siguiente tuvo otras dos nominaciones en los AVN a Mejor escena de sexo chico/chica por Innocence: Perfect Pink junto a Nick Manning, y a Mejor escena de sexo oral por Jack’s Playground 24 junto a Eric Masterson.
En 2007 recibió su última nominación, en esta ocasión a la Mejor escena de sexo lésbico en grupo por All About Keri con Justine Joli.
Sarah Blake destaca por hablar abiertamente sobre su pansexualidad.
Algunas películas de su filmografía son Drive, Finger Licking Good, Girls In Training 5, Lesbian Next Door, Rubber Ranch, Suck It Til It Pops, Welcome To The Valley 3 o Hustler's Taboo 2.
Ha rodado más de 190 películas como actriz.

## Premios y nominaciones
| Año  | Ceremonia   | Resultado | Premio                                | Trabajo                 |
| ---- | ----------- | --------- | ------------------------------------- | ----------------------- |
| 2005 | Premios AVN | Nominada  | Mejor escena de masturbación          | Screaming Orgasms 13    |
| 2006 | Premios AVN | Nominada  | Mejor escena de sexo chico/chica      | Innocence: Perfect Pink |
| 2006 | Premios AVN | Nominada  | Mejor escena de sexo oral             | Jack’s Playground 24    |
| 2007 | Premios AVN | Nominada  | Mejor escena de sexo lésbico en grupo | All About Keri          |